# Crataegus subserrata
Crataegus subserrata är en rosväxtart som beskrevs av George Bentham. Crataegus subserrata ingår i Hagtornssläktet som ingår i familjen rosväxter. Inga underarter finns listade i Catalogue of Life.